# Герман Мертіч
Герман Фердинанд Агнес Мертіч (нім. Hermann Ferdinand Agnes Mertitsch; 2 вересня 1891, Бонн — 30 січня 1945, 1-й резервний шпиталь, Ерланген) — німецький офіцер, генерал-лейтенант люфтваффе.

## Біографія
17 липня 1912 року вступив в Прусську армію, служив в артилерії. Учасник Першої світової війни. Після демобілізації армії залишений в рейхсвері. 1 квітня 1935 року переведений в люфтваффе і відряджений у відділ розробки засобів ППО Імперського міністерства авіації. 1 червня 1935 року очолив свій відділ. З 1 жовтня 1939 року — начальник управлінської групи з розробки зенітного озброєння ІМА. 25 червня 1942 року відправлений в резерв ОКЛ. З 1 травня 1943 року — інспектор озброєнь в Райхенберзі.

## Звання
- Фенріх (22 березня 1913)
- Лейтенант (17 лютого 1914)
- Оберлейтенант (18 квітня 1917)
- Гауптман (1 грудня 1924)
- Майор (1 квітня 1934)
- Оберстлейтенант (1 серпня 1936)
- Оберст (1 жовтня 1938)
- Генерал-майор (19 вересня 1940)
- Генерал-лейтенант (1 жовтня 1942)

## Нагороди
- Залізний хрест 2-го і 1-го класу
- Почесний хрест ветерана війни з мечами
- Медаль «За вислугу років у Вермахті» 4-го, 3-го, 2-го і 1-го класу (25 років)
- Медаль «У пам'ять 13 березня 1938 року»
- Медаль «У пам'ять 1 жовтня 1938 року» із застібкою «Празький град»
- Хрест Воєнних заслуг
  - 2-го класу з мечами (30 січня 1941)
  - 1-го класу з мечами (1 вересня 1941)